# El Paraíso, Mecayapan
El Paraíso är en ort i Mexiko.   Den ligger i kommunen Mecayapan och delstaten Veracruz, i den sydöstra delen av landet, 500 km öster om huvudstaden Mexico City. El Paraíso ligger 548 meter över havet och antalet invånare är 115.
Terrängen runt El Paraíso är lite bergig. Runt El Paraíso är det ganska tätbefolkat, med 56 invånare per kvadratkilometer. Närmaste större samhälle är Los Arrecifes, 8,9 km nordost om El Paraíso. I omgivningarna runt El Paraíso växer i huvudsak städsegrön lövskog.